# Gabriel Rossi
Gabriel Nicolas Rossi (né le 6 mai 1930 à Marseille et mort le 20 octobre 2009 à Hyères), aussi connu sous le nom de Gaby Rossi, est un footballeur français évoluant au poste de défenseur. Il fut entraineur des équipes "jeunes" du club de football de l'USC La Crau (Var) dans les années 1980.

## Palmarès
- Finaliste de la Coupe de France en 1954 avec l'Olympique de Marseille.